# Sinibald de Nuremberg
Per al sant de Trèveris, vegeu: Sinibald de Trèveris
Sinibald o Sebald de Nuremberg fou un eremita llegendari, missioner a la Francònia. És venerat com a sant per diverses confessions cristianes, i com a sant patró de la ciutat de Nuremberg.

## Llegenda
No hi ha dades certes de la vida del sant, i tota ella és llegendària. És possible que existís un eremita al bosc de Poppenreuth, proper a Nuremberg, i que morís en llaor de santedat. A partir d'aquesta dada, es van desenvolupar tot un seguit de llegendes.
Una d'elles, datada cap al 1280, diu que Sebald era contemporani d'Enric III del Sacre Imperi Romanogermànic (mort en 1056) i nascut a la Francònia. Després d'haver peregrinat a Itàlia, va predicar a Nuremberg. Altres fonts diuen que era un noble franc que va trobar a Itàlia els sants Willibald d'Eichstätt i el seu germà Winebald (que van viure al segle viii) i que es va fer missioner al Reichswald (els boscos que volten Nuremberg). Altres llegendes el fan fill del rei de Dinamarca o estudiant a París, on es va casar amb una princesa francesa a qui va deixar la mateixa nit de noces per consagrar-se a la religió; llavors va marxar a Roma, on el papa li conferí la missió de predicar i evangelitzar la regió de Nuremberg.

## Veneració
Malgrat no haver-hi proves que realment hagués existís, el seu culte s'associà a Nuremberg, que esdevingué lloc de pelegrinatge. Aquest culte es testimonia ja el 1072 a la crònica de Lambert de Hersfeld. En 1255, en reedificar-se la parròquia, se li consagrà, i s'hi instal·laren les seves suposades relíquies. El 1397 es dugueren a l'església de Sankt Sebaldus, on eren tretes en processó cada any. El 1508-19, Peter Vischer el Vell i els seus fills van fer la tomba de bronze que avui hi ha a St. Sebaldus, obra mestra del Renaixement alemany.
El 26 de març de 1425 fou canonitzat formalment per Martí V, a instància del Consell Municipal de Nuremberg.

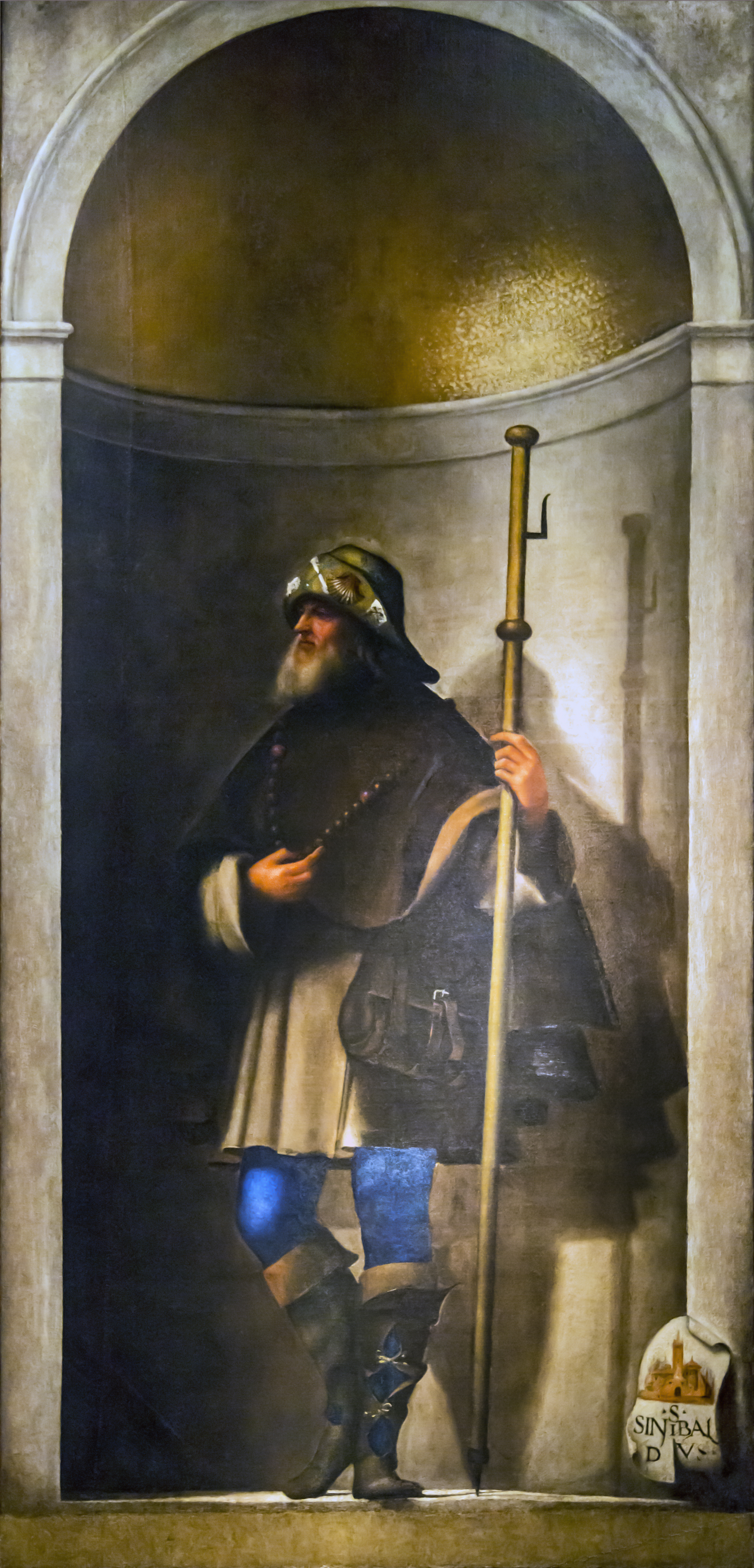
Sinibald de Nuremberg Sebastiano del Piombo
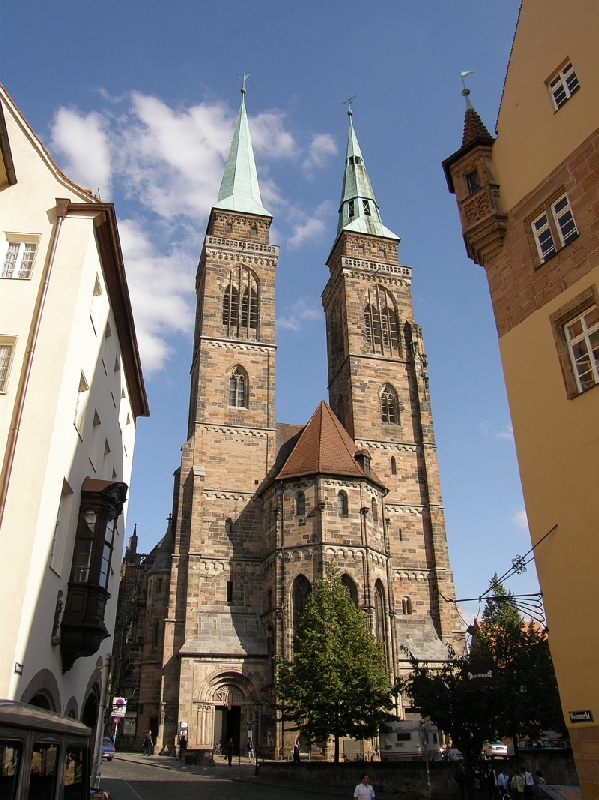
Sankt Sebald (Nuremberg)
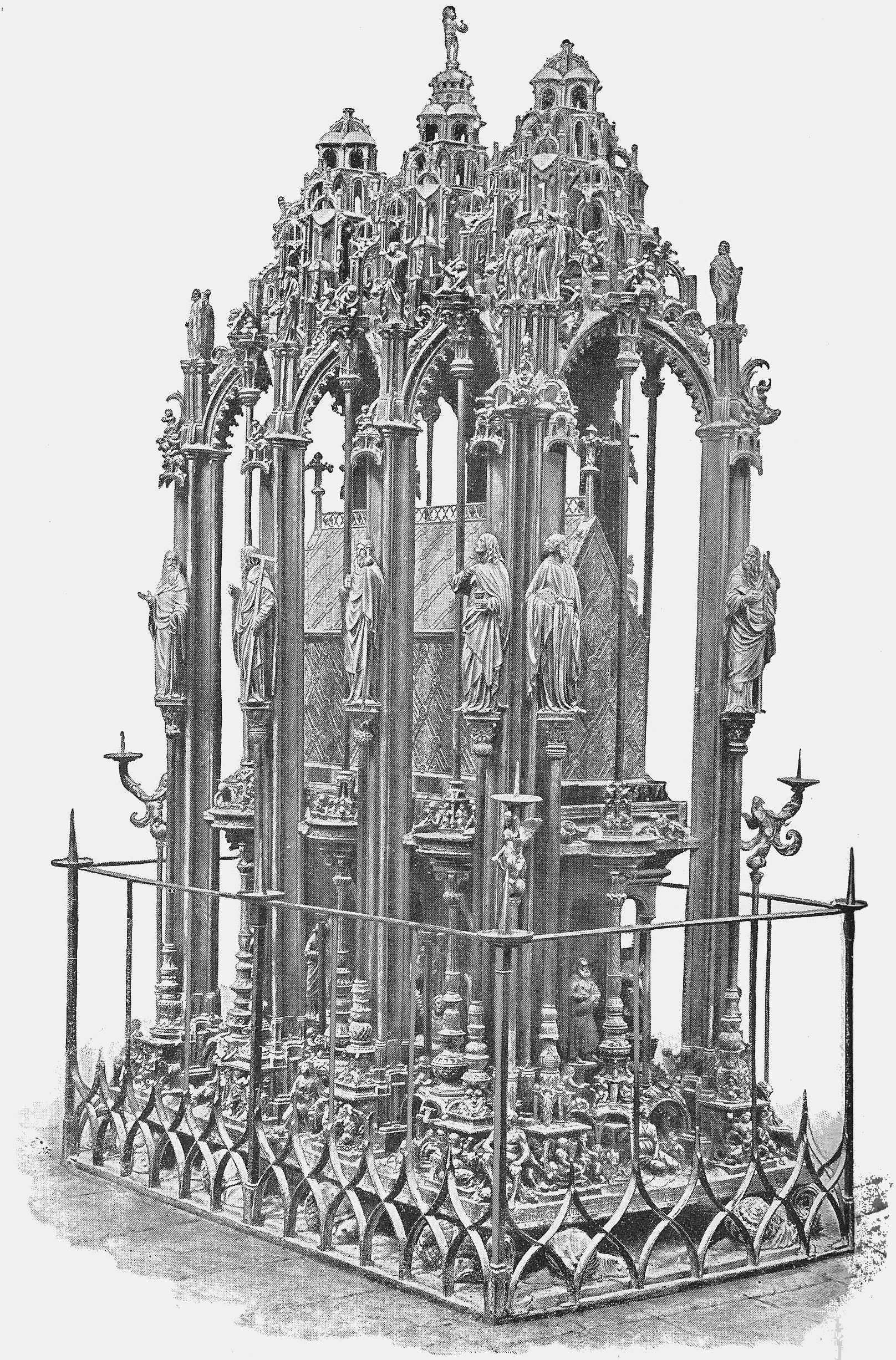
Gravat del mausoleu de S. Sebald
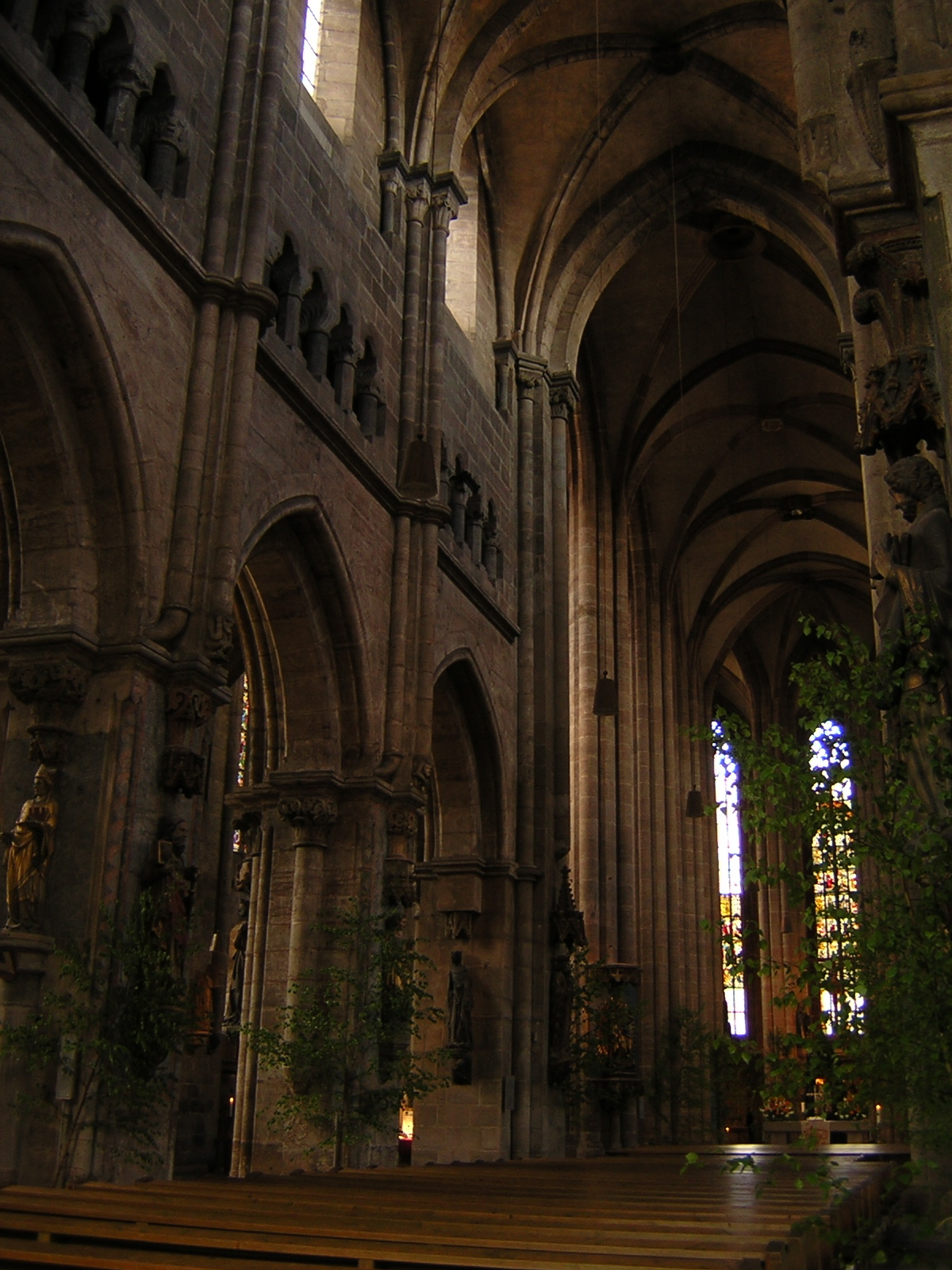
Nau de S. Sebald